# ガンビアの行政区画
ガンビアでは、二種類の区分が存在する。ここでは、その両方について説明する。

## 第一級行政区画

### 地方

ガンビアの地方

一つはガンビアを5つの地方（Region）と1つの市（首都バンジュール）に分けるものである。この区分はISO 3166-2:GMで使用されている。
1. バンジュール (Banjul)
2. ガンビア川上流地方（Upper River）
3. ガンビア川中流地方（Central River）
4. ガンビア川下流地方（Lower River）
5. ノースバンク地方（North Bank）
6. 西海岸地方 (West Coast）

- 基礎情報

| ISO 3166-2:GM | 名称               | 首府               | 面積 （km²） | 人口 （2003年推定） | 地区数 |
| ------------- | ------------------ | ------------------ | ------------ | ------------------- | ------ |
| GM-B          | バンジュール       | バンジュール       | 88           | 357,238             | 2      |
| GM-U          | ガンビア川上流地方 | バセ・サンタ・ス   | 2,070        | 183,033             | 4      |
| GM-M          | ガンビア川中流地方 | ジャンジャンブレア | 2,895        | 185,897             | 10     |
| GM-L          | ガンビア川下流地方 | マンサ・コンコ     | 1,618        | 72,546              | 6      |
| GM-N          | ノースバンク地方   | ケレワン           | 2,256        | 172,806             | 6      |
| GM-W          | 西海岸地方         | ブリカマ           | 1,764        | 392,987             | 9      |

- この区分では国勢調査が実施されていないため、人口は推定である。

### 地方行政区

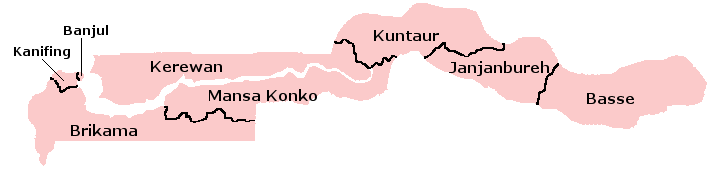
ガンビアの地方行政区

もう一つは8つの地方行政区（Local government areas, LGA）に分けるものである。この区分は国勢調査に使われている。なお、前述の地方（Region）と領域が一致するところもある。
1. バンジュール行政区（Banjul LGA）
2. バセ行政区（英語版）（Basse LGA）：ガンビア川上流地方と一致
3. ブリカマ行政区（英語版）（Brikama LGA）：西海岸地方と一致
4. ジャンジャンブレア行政区（英語版）（Janjanbureh LGA）
5. カニフィング行政区（英語版）（Kanifing LGA）
6. ケレワン行政区（英語版）（Kerewan LGA）：ノースバンク地方と一致
7. クンタウル行政区（英語版）（Kuntaur LGA）
8. マンサ・コンコ行政区（英語版）（Mansa Konko）：ガンビア川下流地方と一致

- 基礎情報[3]

| # | 名称                     | 首府               | 面積 （km²） | 人口 （2003年国勢調査） | 人口 （2013年国勢調査） | 地区数 |
| - | ------------------------ | ------------------ | ------------ | ----------------------- | ----------------------- | ------ |
| 1 | バンジュール行政区       | バンジュール       | 12.2         | 35,061                  | 31,301                  | 3      |
| 2 | バセ行政区               | バセ・サンタ・ス   | 2,069.5      | 182,586                 | 239,916                 | 7      |
| 3 | ブリカマ行政区           | ブリカマ           | 1,764.3      | 389,594                 | 699,704                 | 9      |
| 4 | ジャンジャンブレア行政区 | ジャンジャンブレア | 1,427.8      | 107,212                 | 126,910                 | 5      |
| 5 | カニフィング行政区       | カニフィング       | 75.6         | 322,735                 | 382,096                 | 1      |
| 6 | クンタウル行政区         | クンタウル         | 1,466.5      | 78,491                  | 99,108                  | 5      |
| 7 | マンサ・コンコ行政区     | マンサ・コンコ     | 1,618.0      | 72,167                  | 82,361                  | 6      |

## 下位区分

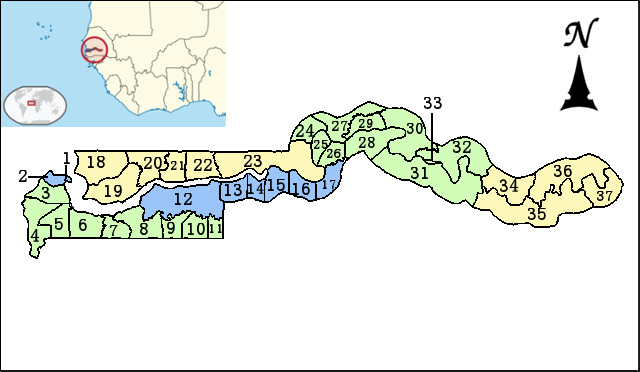
ガンビアの地区

ガンビアはさらに43の地区（District）に分かれる。